# مارفن تومسون
مارفن تومسون (بالإنجليزية: Marvin Thomson)‏ هو دراج أمريكي، ولد في 26 يناير 1923 في شيكاغو في الولايات المتحدة، وتوفي في 17 أبريل 1967.

## وصلات خارجية
- مارفن تومسون على موقع أوليمبيديا (الإنجليزية)